# Vöröslábú bagoly
A vöröslábú bagoly (Strix rufipes) a madarak (Aves) osztályának a bagolyalakúak (Strigiformes) rendjéhez, ezen belül a bagolyfélék (Strigidae) családjához tartozó faj.
A magyar név forrással nem megerősített, lehet, hogy az angol név tükörfordítása (Rufous-legged Owl).

## Előfordulása
Argentína nyugati részén és Chile területén honos. Síkvidéki és hegyi erdők lakója.

## Alfajai
- Strix rufipes rufipes King, 1828
- Strix rufipes sanborni Wheeler, 1938

## Megjelenése
Testhossza 33-38 centiméter.

## Életmódja
Tápláléka kisebb emlősökből, madarakból és rovarokból áll.

## Szaporodása
Fészekalja 2-3 tojásból áll.

## Külső hivatkozások
- Képek az interneten a fajról
- Internet Bird Collection - videók a fajról